# New Castle (New York)
Pour les articles homonymes, voir Newcastle.
New Castle est une ville située dans l’État américain de New York, dans le comté de Westchester. 
La ville comptait 17 491 habitants en 2000.